# Lowell P. Weicker, Jr.
Lowell Palmer Weicker, Jr., född 16 maj 1931 i Paris, Frankrike, död 28 juni 2023 i Middletown, Connecticut, var en amerikansk politiker (republikan fram till 1990) som var ledamot av representanthuset 1969–1971, senator 1971–1989 och slutligen Connecticuts guvernör 1991–1995 (för ett fristående, lokalt parti). Han försökte utan framgång bli republikanernas presidentkandidat 1980. Från och med 2022 är Weicker den senaste personen som har representerat Connecticut i den amerikanska senaten som republikan.

## Tidigt liv
Weicker föddes i Paris, Frankrike, och hade amerikanska föräldrar. Han gick i Lawrenceville School, tog examen från Yale University 1953 och University of Virginia School of Law 1958.  Han tjänstgjorde i USA:s armé från 1953 till 1955, efter Koreakriget, och inledde därefter en politisk karriär.

## Representanthuset och senaten
Weicker var ledamot av Connecticuts representanthus från 1962 till 1966 och var First Selectman i Greenwich, Connecticut, innan han blev vald till USA:s representanthus 1968 för Republikanerna. Han tjänstgjorde bara i en mandatperiod innan han valdes till USA:s senat 1970. Där tjänstgjorde han i tre mandatperioder, från 1971 till 1989. Han besegrades av demokraten Joseph Lieberman när han försökte bli omvald för en fjärde mandatperiod.
Under sin tid i senaten var Weicker en av dem som hade sämst närvaro i kammaren. Han blev känd i hela USA när han var med i senatens Watergatekommitté. Weicker stod till vänster i ett alltmer konservativt Republikanskt parti. Han spelade en avgörande roll när senaten röstade ned Ronald Reagans föreslagna tillägg till den federala konstitutionen som skulle göra det tillåtet med organiserad bön i offentliga skolor.
Weickers ansträngda relationer med etablissemanget i Republikanerna kan ha sin grund i att han fick stöd av president Richard Nixon när han första gången kandiderade till senaten 1970, stöd som i hans belackares ögon betalades tillbaka med hans häftiga angrepp mot Vita huset när han satt i senatens Watergatekommitté. Mot slutet av 1980-talet motarbetades han av republikaner i Connecticut, som motsatte sig att han försökte vrida partiet åt vänster i delstaten. Han förlorade mot Lieberman med mindre än 1 % av rösterna, vilket till stor del berodde på att republikaner röstade på Lieberman.

## Guvernör
Weickers politiska karriär verkade vara över sedan han hade förlorat sin plats i senaten. Han blev i stället professor vid George Washington University Law School. Två år senare kandiderade han dock till guvernör i Connecticut som medlem av det lokala partiet A Connecticut Party mot republikanen John G. Rowland och demokraten Bruce Morrison. 
Den hetaste politiska frågan i Connecticut vid den tiden var förslagen att införa en generell inkomstskatt i delstaten. Connecticut hade traditionellt ingen delstatlig inkomstskatt annat än en skatt på så kallade "ej intjänade inkomster" såsom räntor och aktieutdelningar. Weicker gick till val på att lösa Connecticuts budgetkris utan att införa en generell inkomstskatt. Han vann 40 % av rösterna, medan Rowland fick 37 %. Weicker förlorade countyna Fairfield och New Haven till Rowland, men fick starkt stöd i området kring Hartford, där han hade fått stöd av tidningen Hartford Courant och många statsanställdas fackförbund. Demokraten Bruce Morrisons 21 % i en delstat ganska dominerad av Demokraterna visar att Weicker drog många demokraters röster.
Kort tid efter att han hade svurits in, ändrade sig emellertid Weicker om skatten och började förespråka den inkomstskatt som han hade kampanjat emot. Han fick beröm från vänster för sitt politiska mod och vilja att se verkligheten, medan han fick kritik från höger för att vara en lögnare. Förslaget om inkomstskatt gick igenom i parlamentet. Kort därefter hölls en stor demonstration mot lagen, som ännu ej trätt i kraft, med över 50 000 deltagare. Parlamentet röstade då bort lagen igen, vilket Weicker lade in sitt veto emot. När parlamentet röstade om att ta bort lagen med den större majoritet som krävdes för att gå emot vetot, fattades en röst för att lyckas med detta.
Kritiker till Weicker har sagt att hans införande av inkomstskatten fick folk att lämna delstaten, så att den efter folkräkningen 2000 förlorade en plats i USA:s representanthus. Bland dem som förde fram detta argument var det konservativa Yankee Institute, som hävdade i augusti 2006 att inkomstskatten inte hade lett till de resultat som hade önskats. Weicker har dock också fått beröm av personer som hävdar att han var den ende som kunde lösa delstatens fortgående finansiella besvär, och att när inkomstskatten infördes sänktes omsättningsskatten till en nivå som motsvarade den i kringliggande delstater, till fördel för handeln i Connecticut.
Ytterligare kritik mot delstatens inkomstskatt var att den gynnade Weickers välbärgade anhängare i Fairfield County. Omsättningsskatten sänktes från 8 % till 6 %, medan inkomstskatten höjdes från 0 % till 4 %. Det ledde till en nettoskattehöjning för de flesta i Connecticut. Två grupper fick det dock bättre. En av de grupperna var de som bodde i Connecticut men arbetade och betalade inkomstskatt i en annan delstat, vilket gällde många som bodde i Fairfield County och jobbade i New York. Dessa kunde dra av skatt betald i annan delstat på sin deklaration i Connecticut. Den andra gruppen var personer med stora kapitalinkomster, vars skatt på dessa inkomster sänktes. Kritiker har också anfört att sedan inkomstskatten infördes har studier visat att Connecticut har gått från att vara en av de delstater som hade lägst skatt till en av de högst beskattade delstaterna. Anhängare pekar dock på allt som kunde göras med skattepengarna och att Connecticut fortfarande var den delstat som hade högst inkomst per capita.
Hur som helst har Weicker ett rykte om sig att ge upphov till kontroverser. Han är mycket omtyckt av sina anhängare, men mycket illa ansedd av sina meningsmotståndare.
Kontroversen kring inkomstskatten kan ha varit det som fick Weicker att inte kandidera till omval som guvernör, även om det inte är mycket som tyder på att han ändå hade tänkt göra guvernörsämbetet till en karriär på samma sätt som tjänsten i senaten.
Det ryktades att Weicker skulle ställa upp i senatsvalet 2006 för att ta tillbaka platsen i senaten från Joseph Lieberman, och han gjorde uttalanden i den riktningen, men han kandiderade aldrig.

## Andra engagemang
Weicker blev styrelseledamot av World Wrestling Entertainment 1999, en post som han har haft kvar i flera år. Han har också arbetat för den ideella hälsoforskningsorganisationen Trust for America's Health och var tidigare styrelseledamot i United States Tobacco.
Weicker bor i Charlottesville, Virginia. Han återkommer till Connecticut då och då.
Weicker, före detta republikan, stödde demokraten Barack Obama i presidentvalet 2008, medan hans efterträdare i senaten, före detta demokraten Joseph Lieberman, var allierad med republikanen John McCain.